# Burhan Atak
Burhan Atak (* 27. Januar 1905 in Istanbul; † 6. Juni 1987 ebenda) war ein türkischer Fußballspieler und -schiedsrichter. Durch seine langjährige Tätigkeit für Galatasaray Istanbul und als dessen Eigengewächs wird er sehr stark mit diesem Verein assoziiert und von Vereins- und Fanseiten als eine der wichtigen Persönlichkeiten der Vereinsgeschichte angesehen. So gehörte er jener Galatasaray-Mannschaft an, die in den 1920er Jahren den türkischen Fußball dominierte und fünf von acht möglichen Istanbuler Meisterschaften holte. Aufgrund seiner körperlichen Robustheit wurde er zu Spielerzeiten als Ayı Burhan (dt. Burhan, der Bär) bezeichnet. Im Anschluss an seine Fußballspielerkarriere arbeitete er als Fußballschiedsrichter.

## Spielerkarriere

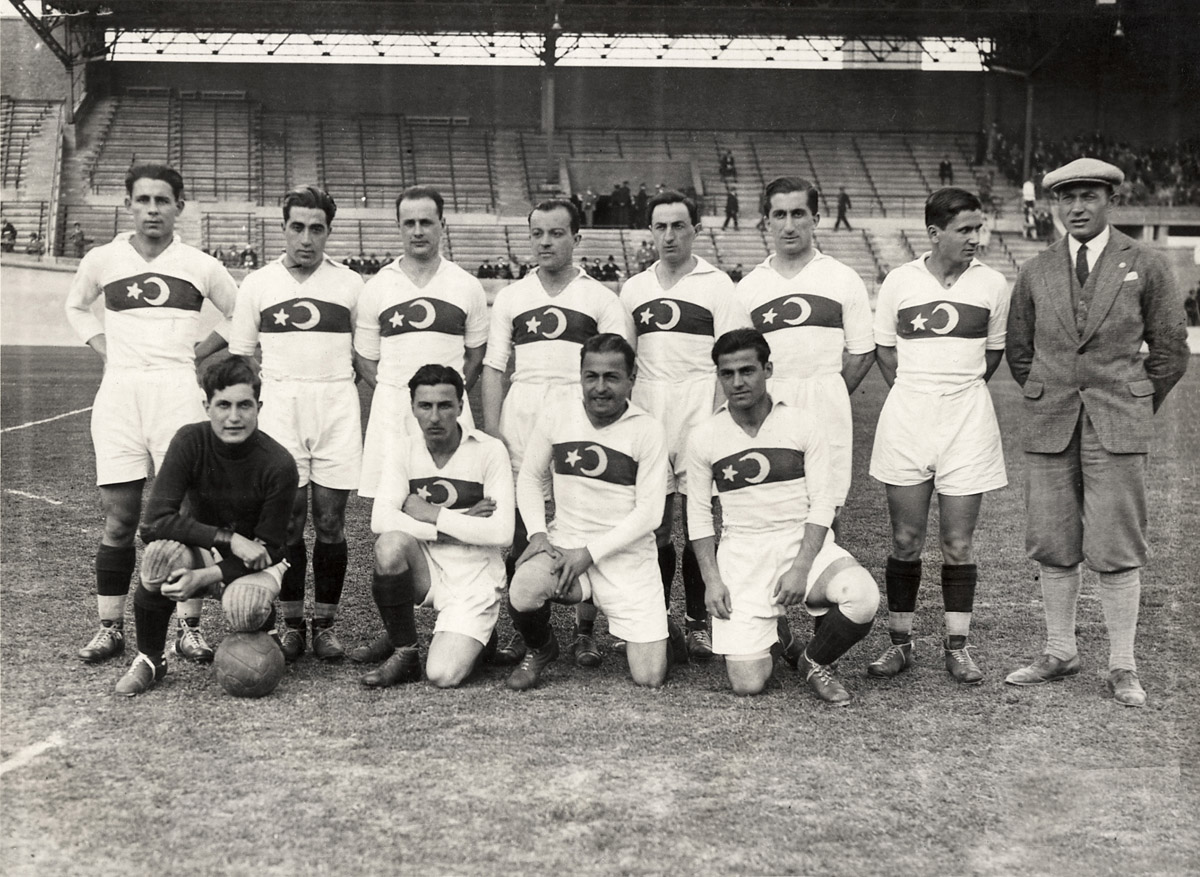
Die Türkische Fußballnationalmannschaft bei den Olympischen Sommerspielen 1928, von rechts nach links: Hintere Reihe – Burhan Atak, Kadri Göktulga, İsmet Uluğ, Alaattin Baydar, Zeki Rıza Sporel, Nihat Bekdik, Mehmet Leblebi, Béla Tóth
Vordere Reihe – Ulvi Yenal, Cevat Seyit, Bekir Refet, Muslihittin Peykoğlu.

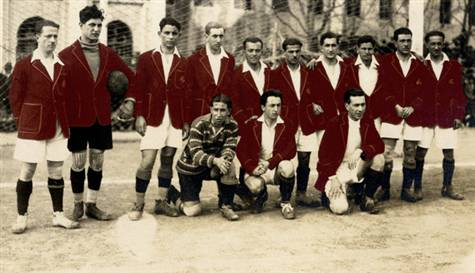
Anlässlich eines Freundschaftsspiels gegen eine Wiener Auswahlmannschaft zusammengestellte Istanbuler Auswahlmannschaft aus den Spielern von Fenerbahçe Istanbul und Galatasaray Istanbul. Hintere Reihe Dritter von Links: Burhan Atak.

### Verein
Atak spielte in der Nachwuchsabteilung von Galatasaray Istanbul und wurde hier im Laufe der Saison 1925/26 in den Profikader aufgenommen. Er kam in dieser Spielzeit in der Partie vom 26. März 1926 der İstanbul Ligi (dt. Istanbuler Liga) gegen Beykozspor zum Einsatz und gab damit sein Profidebüt. Da damals in der Türkei keine landesübergreifende Profiliga existierte, existierten stattdessen in den Ballungszentren wie Istanbul, Ankara und Izmir regionale Ligen, von denen die İstanbul Ligi (auch İstanbul Futbol Ligi genannt) als die Renommierteste galt. Im weiteren Saisonverlauf absolvierte Atak mit drei Ligaeinsätzen alle verbliebenen Spiele seines Teams und wurde mit diesem mit deutlichen Punkteabstand zum Erzrivalen Fenerbahçe Istanbul Istanbuler Meister. In der nächsten Saison absolvierte Atak sechs der möglichen sieben Ligaspiele für seine Mannschaft und konnte mit diesem den Titel in der Istanbuler Meisterschaft verteidigen. Da in der Saison 1927/28 die Istanbuler Liga wegen der Olympischen Sommerspiele nicht zu Ende gespielt wurde und deswegen kein Meister ermittelt werden konnte, wurde die Liga mit der Saison 1928/29 regulär fortgesetzt. Auch in dieser Saison konnte Atak mit seinem Team, die Istanbuler Meisterschaft holen.
Nachdem die Meisterschaft der Saison 1929/30 an den Erzrivalen Fenerbahçe vergeben worden war, konnte Atak mit seiner Mannschaft in der 1930/31 die Meisterschaft für sich entscheiden. Atak spielte nach dieser Meisterschaft drei weitere Jahre für Galatasaray, konnte aber während dieser Zeit keinen Titel mit seinem Verein gewinnen.

### Nationalmannschaft
Atak begann seine Nationalmannschaftskarriere 1926 mit einem Einsatz für die türkische Nationalmannschaft im Testspiel gegen die polnische Nationalmannschaft. Bis zum April 1932 absolvierte er neun weitere Partien erzielte dabei ein Tor.
Mit der Türkischen Auswahl nahm Atak an den Olympischen Sommerspielen 1928 teil.

## Tod
Atak verstarb am 6. Juni 1987 in seiner Geburtsstadt Istanbul und wurde auf dem Marmara-Adasi-Friedhof, Balıkesir (Provinz Balıkesir) beerdigt.

## Erfolge
Mit Galatasaray Istanbul
- Meister der İstanbul Futbol Ligi: 1925/26, 1926/27, 1928/29, 1930/31
- Meister der Millî Küme: 1937, 1940
- Sieger im Gazi Büstü: 1928/29

Mit der Türkischen Nationalmannschaft
- Teilnahme an den Olympischen Sommerspielen: 1936